# Wonderful (Circle Jerks)
Wonderful is het vierde studioalbum van de Amerikaanse hardcore punk band Circle Jerks. Het is uitgegeven op 21 juli door Combat Records en geproduceerd door Karat Faye.

## Nummers
1. "Wonderful" Greg Hetson, Keith Clark, Keith Morris - 2:20
2. "Firebaugh" Clark, Zander Schloss - 1:37
3. "Making the Bombs" Harlan Hollander, Clark, Morris - 3:24
4. "Mrs. Jones" Morris, Schloss - 2:11
5. "Dude" Hetson, Schloss - 2:24
6. "American Heavy Metal Weekend" Hetson, Clark, Morris - 3:22
7. "I & I" Chris Desjardins, Tito Larriva - 2:18
8. "The Crowd" Schloss - 1:35
9. "Killing for Jesus" Bob Ricketts, Eddie Muñoz, Hollander - 4:44
10. "Karma Stew" Schloss - 1:32
11. "15 Minutes" Clark, Morris, Schloss - 4:14
12. "Rock House" Hetson, Clark, Schloss - 2:31
13. "Another Broken Heart for Snake" Clark, Mark Free - 1:15

Noot: tussen haakjes staan de componisten.

## Samenstelling
- Keith Morris - zang
- Greg Hetson - gitaar
- Roger Rogerson - basgitaar
- Lucky Lehrer - drums

Keith Morris · Greg Hetson · Zander Schloss · Keith Fitzgerald
Oud-leden: Roger Rogerson · Lucky Lehrer · Chuck Biscuits · Earl Liberty · Keith Clark
Studioalbums: Group Sex (1980) · Wild in the Streets (1982) · Golden Shower of Hits (1983) · Wonderful (1985) · VI (1987) · Oddities, Abnormalities and Curiosities (1995)

Overige albums: Group Sex/Wild in the Streets (1986, compilatie) · Gig (1992, live)